# 马铺乡
马铺乡是中国福建省漳州市云霄县下辖的一个乡。

## 行政区划
马铺乡共辖28个行政村，分别是：
马铺村、峰头村、宝洞村、大坪村、青美村、白凤村、泮坑村、杉脚村、宝石村、龙镜村、坑口村、枋林村、上洋村、石芹村、客寮村、乌石坑村、杨美村、粗溪村、湖洋村、桥头村、坪水村、下庵村、新楼村、石鼓村、头村、枧河村、乌螺村、大仑村。